# باريتي
باريتي (بالإيطالية: Barete)‏ هي بلدية في مقاطعة لاكويلا في إقليم أبروتسو الإيطالي.

## السكان
في سنة 1861 بلغ عدد السكان 1٬610 نسمة، وتطور العدد ليصل في سنة 2011 لـ 679 نسمة.
يظهر هذا المخطط البياني تطور النمو السكاني لـ باريتي